# سد نهرین
سد نهرین یک سد خاکی در فاصله ۲۱ کیلومتری شرق شهر طبس در استان خراسان جنوبی است که دارای مخزن آبی با حجم مفید ۴٫۸ میلیون متر مکعب می‌باشد. هدف اصلی از ساخت این سد تأمین آب شرب و بهداشت و در درجه بعد آب مورد نیاز صنعت شهرستان طبس بوده است. از اهداف ثانویه این سد تأمین آب برای ۳۴۳ هکتار از اراضی کشاورزی منطقه است.
ارتفاع این سد از پی ۶۰ متر، طول تاج آن ۳۴۳ مترو عرض آن ۱۰ متر می‌باشد. حجم مخزن این سد ۵ میلیون مترمکعب و حجم آب قابل تنظیم آن ۴/۸ میلیون متر مکعب در سال است. خاکریزی بدنه این سد رقمی معادل یک میلیون و ۱۰۰ هزار مترمکعب را شامل می‌شود. ساخت این سد در سال اسفند ۱۳۷۹ آغاز و در سال ۱۳۸۴ سد آبگیری و افتتاح شد.